# Novazelandiella convexa
Novazelandiella convexa är en kvalsterart som först beskrevs av Hunt 1996.  Novazelandiella convexa ingår i släktet Novazelandiella och familjen Pheroliodidae. Inga underarter finns listade i Catalogue of Life.